# Гэсс, Уильям
Уильям Говард Гэсс (англ. William Howard Gass; 30 июля 1924 года, Фарго, Северная Дакота, США — 6 декабря 2017, Юниверсити-Сити, Миссури, США) — американский писатель, эссеист, преподаватель философии. Автор трех романов, трех сборников рассказов, семи сборников эссе. Его работы неоднократно получали награды от Национального круга книжных критиков, в 1996 году за роман «Тоннель» (The Tunnel) был награжден Американской книжной премией, в 2007 году Гасс получил Премия Трумена Капоте за литературную критику, в 2015 году его роман «Музей бесчеловечности» (Middle C) был отмечен медалью имени Уильяма Дина Хоуэллса. Переводами на русский язык в разное время занимался В. П. Голышев (рассказ «Мальчишка Педерсенов»), Алина Немирова (сборник «Картезианская соната») и Максим Немцов (роман «Тоннель»).

### Романы
- Omensetter’s Luck (1966)
- In the Heart of the Heart of the Country (five stories) (1968)
- Willie Masters' Lonesome Wife (illustrated novella) (1968)
- The Tunnel (1995) («Тоннель», ISBN 978-5-904577-81-0 Год издания: 2020)[7]
- Cartesian Sonata and Other Novellas (four novellas) (1998) («Картезианская соната», ISBN 5-17-015029-6 Год издания: 2003)
- Middle C (2013)
- Eyes (two novellas, four short stories) (2015)

### Сборники эссе
- Fiction and the Figures of Life (1970)
- On Being Blue: A Philosophical Inquiry (1975)
- The World Within the Word (1978)
- Habitations of the Word (1985)
- Finding a Form: Essays (1996)
- Reading Rilke: Reflections on the Problems of Translation (1999)
- Tests of Time (2002)
- Conversations with William H. Gass (2003)
- A Temple of Texts (2006)
- Life Sentences (2012)